# Satoru Abe
Satoru Abe (Honolulu, Hawái, 1926 - 5 de febrero de 2025) fue un pintor y escultor estadounidense.

## Biografía
Asistió a la escuela superior presidente William McKinley, donde tomó clases de arte de Shirley Ximena Hopper Russell. En 1948, después de pasar un verano en la Escuela de Bellas Artes de California (del inglés: San Francisco Art Institute), decidió seguir una carrera artística en Nueva York y estudió en la Liga de estudiantes de arte de Nueva York (del inglés: Art Students League of New York) donde estudió con George Grosz , Louis Bouche y Jon Carrol. Se casó con una compañera de estudios y regresó a Hawái en 1950 con su esposa, Ruth, y su hija Gail. Después de regresar a Hawái, Abe entró en contacto con el artista local Isami Doi, que se convertiría en un gran amigo y mentor, y comenzó una serie de experimentos trabajando el cobre con su colega el artista Bumpei Akaji. En 1956, Abe volvió a Nueva York y encontró un hogar creativo en el Centro de Escultura, donde la originalidad de su obra atrajo la atención de galeristas y otros. En 1963, Abe recibió una beca Guggenheim. Abe regresó a Hawái en 1970. Junto con Bumpei Akaji , Edmund Chung, Tetsuo Ochikubo , Jerry T. Okimoto , James Park, y Tadashi Sato, Satoru Abe fue miembro del Metcalf Chateau, un grupo de siete artistas asiáticos-americanos vinculados con Honolulu.

## Obras

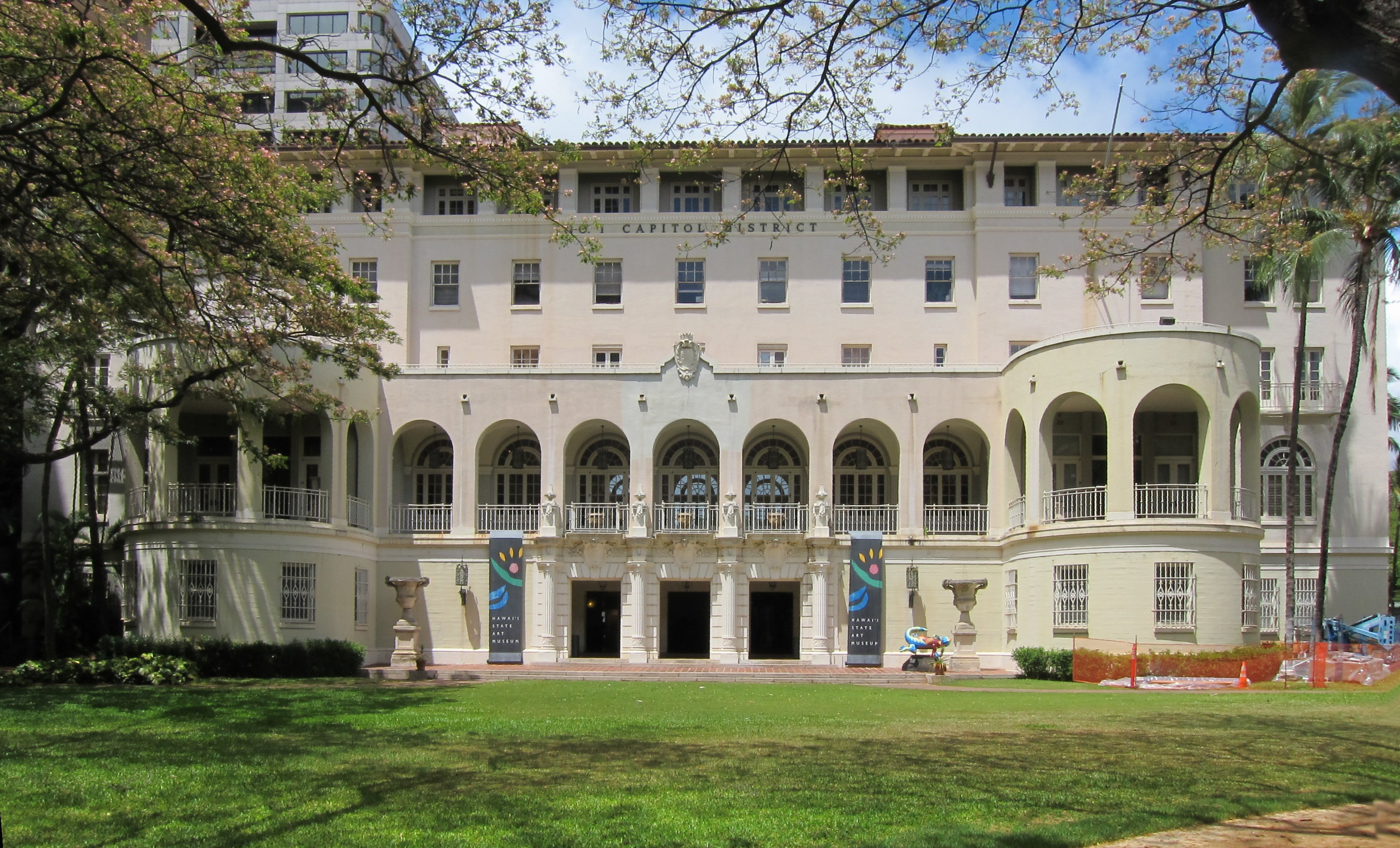
Fachada del Museo Estatal de Arte de Hawái, donde se exponen algunas obras de Abe

Entre las obras más conocidas de Satoru Abe, destacan sus esculturas de formas naturales abstractas, muchas de las cuales se asemejan a los árboles. El Museo de Arte Contemporáneo de Honolulu, la Academia de Artes de Honolulu y el Museo de Arte del Estado de Hawái se encuentran entre las colecciones públicas que acogen obras de Satoru Abe. Entre sus esculturas en lugares públicos, se incluyen:
- Three Rocks on a Hill (Tres rocas en una colina), Honolulu Community College,[4] Honolulu, Hawái, 1975
- Among the Ruins (Entre las ruinas), Leeward Community College,[5] Honolulu, Hawái, 1973
- Tree of Knowledge (Árbol del Conocimiento), Escuela Intermedia y Superior Nanakuli,[6] Nanakuli, Hawái, 1971
- Enchanting Garden (Jardín encantador), Escuela Superior Presidente William McKinley,[2] Honolulu, Hawái, 1983
- Three Clouds (Tres nubes), Aeropuerto Internacional de Honolulu , Honolulu, Hawái, 1974
- An Island of Trees (Una isla de árboles), Aeropuerto Internacional de Honolulu, extensión Diamond Head, Honolulu, Hawái, 1987
- The Seed (La semilla), Escuela Superior Farrington,[7] Honolulu, Hawái, 1996
- Reaching for the Sun (Alcanzando el Sol), Centro de Convenciones de Hawái,[8] Honolulu, Hawái, 1997
- Early Spring (Principio de la primavera), Escuela Superior Aiea[9] Honolulu, Hawái, 1976
- A Community Surrounded by Sugar Cane (Una comunidad rodeada de caña de azúcar)

Escuela Primaria Kaimiloa, Honolulu, Hawái, 1978.
- Moon Beyond the Fence (Luna más allá de la cerca), Escuela Superior Pearl City,[11] Honolulu, Hawái, 1981
- Spring, Summer, Autumn (Primavera, Verano, Otoño), Escuela Superior James B. Castle[12] Honolulu, Hawái, 1980.
- Five Logs on a Hill (Cinco registros en una colina), Escuela Primaria Kau High y Pahala,[13] Pahala, Hawái, 1975
- Landscape on the Ocean (Paisaje en el Océano), Escuela Secundaria Waiakea,[14] Waiakea, Hawái, 1983
- Reaching for the Sun (Alcanzando el Sol), Escuela Iao , Wailuku, Hawái, 1981
- A Path Through the Trees (Un camino entre los árboles), Escuela Secundaria Maui,[15] Kahului, Hawái, 1977 (imagen)
- Trees, Vines, Rocks, and Petroglyphs (Árboles, vides, rocas y petroglifos), Escuela de la Comunidad Lanai,[16] Lanai City, Hawái, 1976
- Boulders, Salt Pond and Taro Fields (Cantos rodados, estanque de sal y campos de Taro)

Escuela Primaria Eleele, Eleele, Hawái, 1989
- Aged Tree (Árbol Anciano), Kauikeaouli Hale,[18] Honolulu, Hawái, 1976 (imagen)
- Untitled sculpture (escultura sin título), Escuela Superior Leilehua,[19] Honolulu, Hawái, 1976
- Volcano (Volcán), Aloha Stadium , Honolulu, Hawái, 1980 (imagen)